# Castagnaro
Castagnaro – miejscowość i gmina we Włoszech, w regionie Wenecja Euganejska, w prowincji Werona.
Według danych na rok 2004 gminę zamieszkiwały 4153 osoby, 122,1 os./km².